# FADD
FADD (англ. Fas associated via death domain) – білок, який кодується однойменним геном, розташованим у людей на короткому плечі 11-ї хромосоми. Довжина поліпептидного ланцюга білка становить 208 амінокислот, а молекулярна маса — 23 279.
| 10         |  | 20         |  | 30         |  | 40         |  | 50         |
| ---------- |  | ---------- |  | ---------- |  | ---------- |  | ---------- |
| MDPFLVLLHS |  | VSSSLSSSEL |  | TELKFLCLGR |  | VGKRKLERVQ |  | SGLDLFSMLL |
| EQNDLEPGHT |  | ELLRELLASL |  | RRHDLLRRVD |  | DFEAGAAAGA |  | APGEEDLCAA |
| FNVICDNVGK |  | DWRRLARQLK |  | VSDTKIDSIE |  | DRYPRNLTER |  | VRESLRIWKN |
| TEKENATVAH |  | LVGALRSCQM |  | NLVADLVQEV |  | QQARDLQNRS |  | GAMSPMSWNS |
| DASTSEAS   |  |            |  |            |  |            |  |            |

A: Аланін

C: Цистеїн

D: Аспарагінова кислота

E: Глутамінова кислота

F: Фенілаланін

G: Гліцин

H: Гістидин

I: Ізолейцин

K: Лізин

L: Лейцин

M: Метіонін

N: Аспарагін

P: Пролін

Q: Глутамін

R: Аргінін

S: Серин

T: Треонін

V: Валін

W: Триптофан

Кодований геном білок за функцією належить до фосфопротеїнів. 
Задіяний у таких біологічних процесах, як апоптоз, імунітет, вроджений імунітет, взаємодія хазяїн-вірус.